# Woldemeskel Kostre
Woldemeskel Kostre (* 29. Januar 1947 in Menfes; † 16. Mai 2016 in Addis Abeba) war ein äthiopischer Leichtathletiktrainer für den Mittel- und Langstreckenlauf.

## Leben
In Äthiopien gehörte er zum Kader der jungen Läufer, die sich auf die Olympischen Spiele 1968 vorbereitet hatten. Dann bekam er das Angebot, in Ungarn zu studieren. Er kehrte nach dem Studium nach Äthiopien zurück und wurde Assistenztrainer. Er nahm als Trainer schon an den  Olympischen Spielen 1972 in München teil. Später ging er zurück nach Ungarn, um zu promovieren.
In den 1990er Jahren wurde er Cheftrainer der Nationalmannschaft. Alle Erfolge der äthiopischen Läufer in den 1990er Jahren bis 2010 gehen auf sein Konto. Als er Mitte der Neunziger aus politischen Gründen durch Dr. Kinfe ersetzt wurde, trainierten alle Spitzenläufer privat mit ihm. Nach zwei Jahren kam er wieder in seine alte Position. Er war unter anderem 2006 Trainer von Sileshi Sihine. Nach seiner Pensionierung hatte er ein Angebot aus Katar angenommen.